# Échenilleur orangé
Lalage aurea
Espèce
Statut de conservation UICN

 LC  : Préoccupation mineure
L'Échenilleur orangé (Lalage aurea) est une espèce d’oiseau passereau de la famille des Campephagidae.